# Gare de Rouessé-Vassé
La gare de Rouessé-Vassé est une gare ferroviaire française, fermée depuis août 2023, de la ligne de Paris-Montparnasse à Brest, située sur le territoire de la commune de Rouessé-Vassé, dans le département de la Sarthe en région Pays de la Loire.
Elle est mise en service en 1855 par la Compagnie des chemins de fer de l'Ouest. Avant sa fermeture, c'était une halte ferroviaire de la Société nationale des chemins de fer français (SNCF) desservie par quelques trains express régionaux du réseau TER Pays de la Loire, circulant entre Le Mans et Laval.

## Situation ferroviaire
Établie à 151 m d'altitude, la gare de Rouessé-Vassé est située au point kilométrique (PK) 252,435 de la ligne de Paris-Montparnasse à Brest, entre les gares ouvertes de Sillé-le-Guillaume et Voutré.

## Histoire
La compagnie des chemins de fer de l'Ouest met en service sa grande ligne de l'Ouest par sections au fur et à mesure de l'avancement des travaux. La station de Rouessé-Vassé est mise en service lors de l'ouverture du tronçon entre Le Mans et Laval le 14 août 1855.
La gare d'origine a été détruite et remplacée par le bâtiment actuel.
Les derniers TER desservent la halte le 26 août 2023,,. Auparavant, elle était desservie par 3,5 allers-retours trains TER Pays de la Loire en semaine circulant entre Le Mans et Laval. C'était alors un point d'arrêt non géré (PANG) à entrée libre.

## Service des voyageurs
La gare est fermée au trafic voyageurs.

### Intermodalité
Un parking pour les véhicules y est aménagé. Un taxi TER permet des correspondances.